# 달링호사우루스

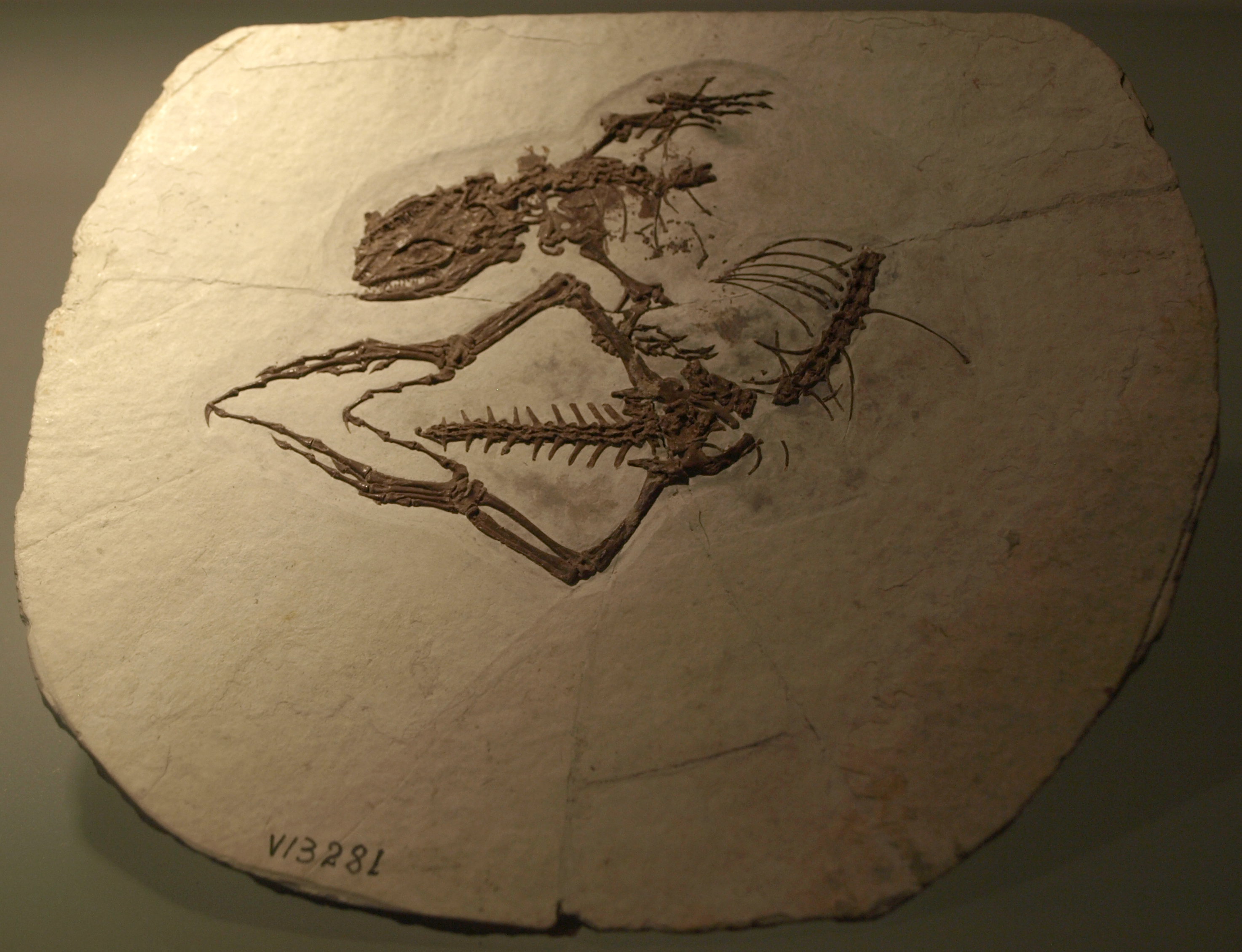

달링호사우루스(학명:Dalinghosaurus longidigitus)는 도마뱀목 레피도사우루스과에 속하는 도마뱀이다. 지금은 멸종된 종으로서 전체적인 몸길이가 3~6m인 거대한 도마뱀에 속한다.

## 특징
달링호사우루스(Dalinghosaurus, 종종 "Dalinghesaurus"로 잘못 표기된다.)는 멸종된 도마뱀의 속성으로 1998년 S.A.에 의해 처음 설명되었다. 북경대학교 지질학과의 지씨에 의하여 설명된 아종의 종류는 달링호사우루스 롱기디기투스다. 이는 중국에 랴오닝(랴오닝)의 고대 백악기(aptian)로부터 알려져 있다.  달링호사우루스는 앞줄기에 비해 꼬리가 길고 뒷줄기가 매우 길었다. 발톱이 비교적 가늘다. 달링호사우루스의 표본 11개는 IVP가 베이징에 보관하고 있다. 한 화석 뼈대에는 10명 이상의 청소년의 해골이 들어 있다. 달링호사우루스의 가능한 표본이 시노사우롭테릭스 내장에서 발견되었다. 달링호사우루스의 긴 다리는 그것이 두 발로 걸을 수 있는 가능성이 있는 열린 환경을 가로질러 능숙하게 달렸음을 나타낸다. 그러나 그것은 또한 목동적인 이동을 할 수 있었을지도 모른다. 비록 백악기 초기 동안 살았지만 2005년의 한 연구는 달링호사우루스가 손잡이 크기의 도마뱀인 제노사우루스과에서 몇몇 현대 도마뱀과 관련이 있다는 것을 발견했다. 그 친척으로는 중국 남부의 현대 중국 악어 도마뱀(시니사우루스), 몬타나와 와이오밍의 멸종된 엑소스티누스, 몽골의 멸종된 카루시아 등이 있다. 원뿔형 치아가 적어 카루시아와 차별화된다. 두개골과 하악형의 차이가 시니사우루스와 분리된다. 달링호사우루스는 양턱엔 총 15~25개의 삼각형 모양을 가진 이빨을 가지고 있으며 이를 통해 먹이를 사냥했을 것으로 보인다. 먹이로는 당대에 서식했던 작은 동물, 절지동물, 공룡의 알을 잡아먹고 살았을 육식성의 도마뱀으로 추정되는 종이다.

## 생존시기와 서식지와 화석의 발견
달링호사우루스가 생존했던 시기는 중생대의 백악기 초기로서 지금으로부터 1억 4550만년전~1억 2000만년전에 생존했던 종이다. 생존했던 시기에는 중국을 중심으로 하는 아시아의 초원이나 산맥의 밀림 및 열대우림에서 주로 서식했던 도마뱀이다. 화석의 발견은 1998년에 중국의 백악기에 형성된 지층에서 중국의 고생물학자들에 의하여 처음으로 화석이 발굴되어 새롭게 명명된 종이다.

## 같이 보기
- 파충류
- 중생대
- 백악기
- 도마뱀
- 화석